# Österreichische Gesellschaft für Hämatologie & Medizinische Onkologie
Die Österreichische Gesellschaft für Hämatologie & Medizinische Onkologie (OeGHO) ist eine Fachgesellschaft von Hämatologen und Onkologen.

## Aufgaben und Ziele
Laut eigenen Angaben will die OeGHO die Information von Betroffenen verbessern und die Betreuung von Patienten mit Krebs- und Blut-Erkrankungen – von der Prävention über die Früherkennung und Diagnose bis hin zur Behandlung und Nachsorge – optimieren. Dazu propagiert die OeGHO die interdisziplinäre Zusammenarbeit zwischen allen an der Krebstherapie Beteiligten und fördert die Forschung auf dem Gebiet der Hämatologie und Onkologie. Als Gemeinschaftsprojekt der Deutschen, Österreichischen und Schweizerischen Gesellschaften für Hämatologie und Medizinische Onkologie hat die OeGHO 2013/2014 richtungsweisende Leitlinien für die Diagnostik und Therapie von Krebserkrankungen vorgelegt. Diese Leitlinien sind unter onkopedia.at für alle Ärzte, aber auch Betroffenen zugänglich. Außerdem strebt die OeGHO an, die internistischen Onkologen als Ansprechpartner für die medikamentöse Tumortherapie zu etablieren. Um dies zu erreichen, betreibt die OeGHO aktive Öffentlichkeitsarbeit und setzt eine Reihe von Kommunikationsmaßnahmen. Außerdem legt die OeGHO einen starken Fokus auf Aus- und Weiterbildung, organisiert Veranstaltungen und hat mit der Onconovum Academy einen eigenen Bildungsdienstleister etabliert.

## Mitglieder
Der Verein hat nach eigenen Angaben ca. 800 Mitglieder. Der Großteil davon sind Fachärzte für Innere Medizin mit Additivfach Hämatologie und Internistische Onkologie. Es gibt aber auch Mitglieder, die noch in der Facharztausbildung stehen, aus der Pflege oder anderen medizinischen Berufen kommen.
Die nächste Generation von Fachärzten für Hämatologie und internistische Onkologie sind in der Young Hematologists & Oncologists Group Austria (YHOGA) vereint, die sich für die Förderung des Austauschs, der Ausbildung und der Karrieremöglichkeiten einsetzt.

## Vorstand
Der Vorstand ist ein ehrenamtliches Gremium, das aus den Präsidenten, den Vizepräsidenten, dem Sekretär und dem Kassier besteht. Die Vorstandsmitglieder werden von der Mitgliederversammlung gewählt und leiten gemeinsam den Verein. Die Amtszeit der Präsidenten und der Vizepräsidenten dauert jeweils zwei Jahre. Präsident ist derzeit Ewald Wöll.

## Forschungsförderung und Preise
Der Verein fördert translationale und klinische Forschungsaktivitäten auf dem Gebiet der Hämatologie und Onkologie sowie die Kommunikation zwischen Forschern und klinisch tätigen Ärzten. Dazu bietet die OeGHO Forschergruppen in Österreich die Möglichkeit, ihre in Planung stehenden oder laufenden Forschungsprojekte auf der OeGHO-Website zu präsentieren.
Weiters vergibt der Verein seit dem Jahr 2008 Forschungsstipendien an junge Wissenschaftler, zeichnet wissenschaftliche Arbeiten mit Preisen aus und ermöglicht Teilnahmen an internationalen Kongressen durch die Vergabe von Kongressstipendien:
- Forschungsförderungspreis (dotiert mit 50.000 Euro)
- Forschungsstipendium (dotiert mit 15.000 Euro)
- Wolfgang Denk-Preis (dotiert mit 5.000 Euro)
- Wilhelm Türk-Preis (dotiert mit 5.000 Euro)